# Scoparia fimbriata
Scoparia fimbriata là một loài bướm đêm trong họ Crambidae.